# Someone to Love (Elisa)
Someone to Love è una canzone di Elisa pubblicata come terzo e ultimo singolo estratto dal suo sesto album in studio Heart.

## Il singolo
L'uscita radiofonica ufficiale del singolo è avvenuta il 7 maggio 2010, ma la programmazione effettiva, come per altri singoli usciti in quel periodo, è stata quasi nulla a causa di disaccordi tra le maggiori emittenti radiofoniche e le case discografiche in merito ad una questione di compensi per la programmazione dei brani in radio.

## Il video
Il videoclip che accompagna il brano è stato girato il 10 aprile 2010 da Marco Gentile a Vicenza, fra la pista da skateboard sita nel quartiere San Lazzaro (Parco Fornaci) e la non lontana "Piastra sportiva polivalente" dedicata al bike polo, e prodotto dalla Angelfilm di Marco Salom. Nel video la cantautrice pattina insieme ad altre ragazze in un campo sportivo e in una pista da skateboard. È stato presentato in esclusiva per una settimana sul portale Libero il giorno della pubblicazione del singolo. In un'intervista rilasciata al portale Elisa spiega:
«Someone to Love è un video pieno di suggestioni e stranezze, ma anche molto elegante e lineare, come nello stile del regista Marco Gentile che è un nuovo talento italiano. C'è un grande senso estetico e di composizione figurativa. A me piace l'equilibrio sottile tra la malinconia di certe immagini e la leggerezza di altre. [...] La canzone parla di quando attraverso un'amicizia o un amore si trova l'autostima e l'amor proprio e ci si rende conto che ognuno di noi è per qualcuno proprio la persona che stava cercando da amare.... Magari è solo che dobbiamo ancora incontrarlo o incontrarla.»